# Zwölfeläuten
Pour plus de détails, voir Fiche technique et Distribution.
Zwölfeläuten (en français, Les Douze coups) est un téléfilm autrichien réalisé par Harald Sicheritz diffusé en 2001.
Il s'agit de l'adaptation de la nouvelle de Heinz Rudolf Unger.

## Synopsis
Mars 1945, dans un village de Styrie. La guerre touche à sa fin, mais les dernières cloches doivent être fondues pour faire des armes. Au village isolé de St. Kilian, on enterre Anna Lindmoser. Alors qu'on dépose la terre, les enfants Adolf "Dolferl" et son amie Cilli font sonner la cloche de l'église. Dolferl en a fait la promesse à sa grand-mère, sinon elle ne pourra pas reposer en paix. La communauté villageoise est, cependant, choquée par l'incident. L'Ortsgruppenleiter Fichtelhuber demande trois cerfs, sinon le village perdra sa cloche.
"Toni" Lindmoser, le fils de la défunte, est un déserteur qui a rejoint les maquisards. Avec son camarade aveugle espagnol Facundo, il veut retourner dans son village natal ; mais ils sont découverts par Fichtelhuber et s'enfuient. Le père de Toni les cache dans sa ferme. Fichtelhuber demande à Sonnleitner, le maire, qui sont les complices des maquisards dans le village.
Le village se demande qui a sonné la cloche, mais personne n'a rien remarqué. Le Sturmbannführer Kroll et le chef de district l'ont entendue et interrompent la cérémonie funéraire. Fichtelhuber croit qu'il s'agit d'une manifestation des maquisards, Kroll et le chef annoncent une grande répression menée dans le cadre de la "Landwacht". Le "dernier contingent" d'hommes mobilisables devra se tenir prêt pour la chasse des maquisards demain. Le lendemain, les hommes se rassemblent sur la place du village. Les femmes essaient d'empêcher le départ des derniers hommes du village. Mais Kroll est impassible et la troupe disparaît dans la forêt. Mais les femmes ne se laissent pas faire et jettent la cloche, qui devait partir le lendemain, avec l'aide de Toni et Facundo.
La Landwacht revient dans l'auberge du village. Aucun villageois n'est blessé, mais les SS sont moins nombreux. La Steinbäuerin raconte que la cloche a disparu. Sonnleitner est choqué, les nazis Schwarzenegger et Fichtelhuber ont des réserves idéologiques. Pendant la discussion, Dolferl fait passer des armes dans l'arrière-salle. C'est alors le drame. Chacun sort sa haine et menace l'autre. Lindmoser est ruiné, Schwarzenegger vient de racheter la ferme pour son fils, Simmerl, qui sera exempté du service militaire. Les villageois écoutent la radio américaine. Fichtelhuber menace Lindmoser avec son fusil de chasse, Toni sort de l'arrière-salle. Il explique à l'assistance que les maquisards ont tendu une embuscade aux SS et que son père a feint une blessure pour épargner le village. Fichtelhuber s'empare de son arme et menace la mère de Dolferls qui a eu une liaison avec lui. Fichtelhuber demande qu'on le laisse partir.
Le lendemain matin, « Dolferl » découvre Fichtelhuber pendu dans le clocher de l'église. Les SS demandent à nouveau la cloche, vont dans le clocher et tombent sur le cadavre. Kroll menace les villageois de les envoyer en camp de concentration. Le chef de district va dans le bureau du maire : Kronhauser, die Steinbäuerin, Schwarzenegger, le prêtre et Sonnleitner vont subir le même sort que Fichtelhuber. Simmerl entre dans le bureau et dit savoir qui a la cloche et où elle est cachée. Le fils de Schwarzenegger a surpris « Toni » et « Kathi » en plein ébat et est jaloux du maquisard.
Les SS arrêtent à la fois Simmerl, Toni et son père. Ils sont amenés à un peloton d'exécution, mais les SS doivent partir se battre contre l'Armée Rouge qui vient d'arriver. Jogl, Facundo, Dolferl et Cilli profitent de la confusion pour les libérer.
Quelques semaines plus tard, la neige a fondu. Kathi et Toni se marient, la cloche est alors remise à sa place. Jogl enlève toutes les décorations nazies. Lindmoser a été nommé maire par l'autorité soviétique. Alors que le couple quitte l'église, Kroll apparaît. Facundo, qui intervient sans rien pouvoir voir, est abattu par Kroll. Le film se termine sur son enterrement.

## Fiche technique
- Titre original : Zwölfeläuten
- Réalisation : Harald Sicheritz
- Scénario : Susanne Freund (de)
- Musique : Lothar Scherpe
- Costumes : Ulrike Fessler
- Photographie : Helmut Pirnat (de)
- Son : Philipp Mosser
- Montage : Ingrid Koller (de)
- Production : Kurt J. Mrkwicka
- Société de production : MR Film (de)
- Pays d'origine :  Autriche
- Langue : allemand autrichien
- Format : Couleur - 1,85:1 - Dolby Digital - 35 mm
- Genre : Drame
- Durée : 90 minutes
- Date de diffusion :
  -  Autriche : 21 octobre 2001.

## Distribution
- Wolfgang Böck : Hubert Fichtelhuber, NSDAP-Ortsgruppenleiter
- Nikolaus Paryla (de) : Lindmoser
- Johannes Silberschneider : "Toni" Lindmoser, son fils
- Wolfram Berger : Sonnleitner, le maire
- Nina Proll : "Kathi" Sonnleitner, sa fille
- Beatrice Frey : La Steinbäuerin, la grand-mère de Kathi und belle-mère de Sonnleitner
- Franz Buchrieser (de) : Schwarzenegger
- Simon Schwarz : "Simmerl" Schwarzenegger, son fils
- Otto Tausig : Le prêtre
- Andrea Händler : Barbara Kronhauser
- Thomas Gallowitsch : Adolf "Dolferl" Kronhauser, son fils
- Karl Ferdinand Kratzl (de) : Jogl
- Erwin Steinhauer : Le chef de district
- Manfred Lehmann : Le SS-Oberscharführer Kroll (Allemand)
- Cuco Wallraff: Facundo
- Kata Szénás : Ria, travailleuse forcée
- Daniel Rainer : "Gustl"
- Miriam Friedrich : "Cilli"
- Georges Kern (de) : un maquisard
- Klaus Windisch : un maquisard
- Marek Włodarczyk : Le colonel de l'Armée Rouge

## Source de la traduction
- (de) Cet article est partiellement ou en totalité issu de l’article de Wikipédia en allemand intitulé « Zwölfeläuten » (voir la liste des auteurs).